# Gloria Garafulich-Grabois
Gloria Garafulich-Grabois, čilska filantropica hrvatskog podrijetla.
Nećakinja je slavne kiparice hrvatskih korijena Lily Garafulić Janković. Direktorica je Zaklade Gabriela Mistral koja se bavi humanitarnim i kulturnim naslijeđem Gabriele Mistral kroz potpore dobrotvornim, obrazovnim i društvenim institucijama i organizacijama čiji programi utječu na kakvoću života, obrazovanja djece te starijih građana u područjima jezika, umjetnosti i kulture. Osnivačica je čileanskog odjela Nacionalnog muzeja žena u umjetnosti (NMWA, sjedište u Washingtonu)  te urednica časopisa The Chesterton Review. Članica je izvršnog odbora Hrvatske akademije Amerike, ustanove čiji je cilj educirati članove i javnost o hrvatskoj književnosti i kulturi.
5. siječnja 2018. u Ministarstvu vanjskih poslova Čilea u Santiagu održana je svečanost na kojoj joj je ministar vanjskih poslova Čilea Heraldo Muñoz dodijelio Odličje za obrazovne i kulturne zasluge Gabriela Mistral  (Orden al Merito Gabriela Mistral). Svečanosti je nazočila i veleposlanica RH u Čileu Nives Malenica.